# The Document Foundation
The Document Foundation – fundacja utworzona 28 września 2010 r. przez członków społeczności OpenOffice.org celem rozwoju pakietu biurowego LibreOffice.
Oprogramowanie jest tworzone na licencji LGPLv3. Planowane jest przejście do wydawania na podwójnej licencji LGPLv3/MPL.
Projekt ma wsparcie ze strony Canonical (sponsora Ubuntu), Novell i Red Hat. Firmy te planują załączać LibreOffice do swoich systemów operacyjnych. Poparcia fundacji udzieliły również między innymi Free Software Foundation, GNOME Foundation oraz Open Source Initiative.
Pierwsze wydanie LibreOffice oparte jest na OpenOffice.org 3.3.0 Beta 1 (OOO330b1) z dodatkami pochodzącymi z Go-oo.